# Люшкувко
Люшкувко (пол. Luszkówko) — село в Польщі, у гміні Прущ Свецького повіту Куявсько-Поморського воєводства.
Населення — 190 осіб (2011).
У 1975-1998 роках село належало до Бидгощського воєводства.

## Демографія
Демографічна структура станом на 31 березня 2011 року:
|          | Загалом | Допрацездатний вік | Працездатний вік | Постпрацездатний вік |
| -------- | ------- | ------------------ | ---------------- | -------------------- |
| Чоловіки | 107     | 17                 | 80               | 10                   |
| Жінки    | 83      | 11                 | 52               | 20                   |
| Разом    | 190     | 28                 | 132              | 30                   |